# Tretogonia albicans
Tretogonia albicans är en insektsart som först beskrevs av Walker 1858.  Tretogonia albicans ingår i släktet Tretogonia och familjen dvärgstritar. Inga underarter finns listade i Catalogue of Life.